# Kowrow I
Kowrow I, Kowrow-1 (ros. Ковров I, Ковров-1) – węzłowa stacja kolejowa w miejscowości Kowrow, w obwodzie włodzimierskim, w Rosji. Węzeł nowego szlaku Kolei Transsyberyjskiej z linią do Muromia.

## Historia
Stacja powstała w czasach carskich na linii Moskwa – Niżny Nowogród, pomiędzy stacjami Nowki i Kowrow II. Kolejną stacją na linii do Muromia było wówczas Esino.